# Plectris tolimana
Plectris tolimana är en skalbaggsart som beskrevs av Moser 1921. Plectris tolimana ingår i släktet Plectris och familjen Melolonthidae. Inga underarter finns listade i Catalogue of Life.